# 리용주
리용주(? ~ )는 조선민주주의인민공화국의 정치인으로 조선로동당 중앙위원회 후보위원이다. 최고인민회의 제12기 대의원이다. 현재 북한의 해군사령관이다.
시기는 불명이나 중장으로 진급한 뒤에 2009년 3월 12기 최고인민회의 대의원을 지냈다. 지역구는 548호 선거구이다. 조선노동당 당중앙위원회 후보위원을 지냈고, 2014년 3월엔 13기 최고인민회의 대의원을 449호 선거구에서 지냈다.[1]
2015년 4월에 김명식에 이어 해군사령관에 올랐다. 계급도 상장(중장급)으로 진급했다. 8월에는 대장으로 진급했고 2016년 4월엔 조선노동당 중앙위원회 위원이 되었다.

## 경력
2016.05	조선노동당 중앙위원회 위원
2015.07	인민군 대장
2015.04	인민군 상장
2015.04	해군사령관 * 후임: 김명식
2014.03	최고인민회의 제13기 대의원
2010.09	조선노동당 중앙위원회 후보위원
2009.03	최고인민회의 제12기 대의원
연도미상	인민군 총참모부 부총참모장
연도미상	인민군 중장과학원 청년동맹위원회 비서
연도미상	고 리을설 국가장의위원회 위원

## 최고인민회의 대의원
2009년 4월 이후 제12기 대의원에 선출되었다.

## 기타
2011년 12월 김정일 사망 당시에 국가 장의위원회 위원을 맡았다.